# Ацзютянь
ГЕС Ājiūtián (阿鸠田水电站)— гідроелектростанція на півдні Китаю у провінції Юньнань. Знаходячись між ГЕС Wūníhé (30 МВт, вище по течії) та ГЕС Sānjiāngkǒu (32 МВт), входить до складу каскаду на річці Супа, правій притоці однієї з найбільших річок Південно-Східної Азії Салуїну (басейн Андаманського моря).
В межах проекту Супу перекрили бетонною греблею висотою 27 метрів, яка утримує невелике водосховище з об’ємом 158 тис м3 (корисний об’єм 124 тис м3) та припустимим коливанням рівня поверхні у операційному режимі між позначками 1310 та 1318 метрів НРМ.
Зі сховища під правобережним гірським масивом прокладений дериваційний тунель, котрий транспортує ресурс до розташованого за 7 км наземного машинного залу. Основне обладнання станції становлять три турбіни типу Пелтон потужністю по 35 МВт, які при напорі від 396 до 422 метрів (номінальний напір 398 метрів) забезпечують виробництво 595 млн Квт-год електроенергії на рік.